# Louis Nourrit
Louis Nourrit, né à Montpellier le 4 août 1780 et mort à Brunoy le 23 septembre 1831, est un ténor français.

## Biographie
Né à Montpellier, il est admis au Conservatoire de Paris en 1802 où il reçoit des leçons de Garat. Il débute en 1805 dans le rôle de Renaud, devient premier ténor en 1812 et se retire en 1826. 
Ses principaux rôles sont ceux d'Orphée, d'Aladin (de Nicolò), de Harem (dans La Caravane du Caire de Grétry), de Colin (dans Le Devin du village). 
Il crée le role de Néoclès dans Le siège de Corinthe de Rossini le 9 octobre 1826  à l'Académie royale de musique.
Il est marié avec Pascale Victoire Trignan (1781-1858) et le père des ténors Adolphe Nourrit (1802-1839) et Auguste Nourrit (1805-1853), ainsi que de Delphine Nourrit (1807-1880) et d'Aglaé Nourrit.
Louis Nourrit et son épouse sont inhumés au cimetière de Montmartre 22e division. Dans la même sépulture ont été inhumés Delphine Nourrit (1807-1880) avec son époux Alexandre Louis Just Aucoc (1799-1867), Marguerite Nourrit (1836-1859) mariée avec son cousin Louis Paul Aucoc, Amélie Aucoc (1833-1859) épouse d'Ernest Lemoine.